# وینانیوائو
وینانیوائو (به لاتین: Vinanivao) یک منطقهٔ مسکونی در ماداگاسکار است که در بخش آنتالاها واقع شده‌است. وینانیوائو ۱۴٬۹۰۶ نفر جمعیت دارد.